# 黛安娜·达姆劳
黛安娜·丹姆勞（德語：Diana Damrau，德語發音：[diːˈana ˈdamʁaʊ]，1971年5月31日—），德國歌劇演唱家，擅長詮釋花腔女高音，代表作為於莫札特的歌劇《魔笛》中的夜，以及理查·史特勞斯和霍夫曼史塔合作的歌劇《納克索島的阿麗亞德妮》中的薩賓娜塔（德語：Zerbinetta）。從 2010 年起，她漸漸轉型，改採十九世紀的義式美聲唱法，詮釋《茶花女》中的薇奧莉塔（德語：Violetta Valery），以及《拉美莫爾的露琪亞》中的主角。同時，丹姆勞也是知名的藝術歌曲歌手。

## 早年生平
丹姆勞生於德國巴伐利亞邦的金茨堡，她的歌劇演唱啟蒙於德國歌劇演唱家Carmen Hanganu，在符茲堡音樂學院求學期間，因聲帶水腫，看過幾位醫生後，她決定以替代療法取代手術，為期一年半。畢業後，丹姆勞到奧地利的薩爾斯堡與Hanna Ludwig共事。

## 演出紀錄
丹姆勞初試啼聲是在符茲堡，接著登上曼海姆國家戲劇院和法蘭克福歌劇院，自此她就一路唱遍全球的知名舞台，像是奧地利的維也納國立歌劇院、美國紐約的大都會歌劇院、英國倫敦的皇家歌劇院、德國的巴伐利亞國立歌劇院、奧地利的薩爾茨堡音樂節都留有她的身影。
2004 年，在義大利米蘭的斯卡拉大劇院翻新重新開幕時，丹姆勞受邀於薩里耶利的《歐羅巴的現身》擔任女主角，該場演出由義大利指揮家穆蒂負責指揮。
莫札特《魔笛》中的夜后可說是丹姆勞生涯代表作，她曾詮釋這個角色不下十五次，像是在薩爾茨堡音樂節、英國倫敦的柯芬園、維也納國立歌劇院、法蘭克福歌劇院以及巴伐利亞國立歌劇院。在 2007/2008 樂季，丹姆勞在大都會歌劇院創下紀錄，於一部作品的同場不同幕中詮釋兩個角色，即為《魔笛》中的夜后及帕蜜娜公主。
丹姆勞另一知名演出，是在 2011 年重製版的法國作曲家奧芬巴哈《霍夫曼的故事》中詮釋整部作品共四位女主角。丹姆勞擔綱過的花腔女高音角色有《納克索島的阿麗亞德妮》中的薩賓娜塔、義大利貝里尼《清教徒的艾維拉》（義語：Elvira）、義大利董尼才第《聯隊之花》的瑪麗（義語：Marie）、莫札特《牧羊人之王》的阿敏塔（義語：Aminta）等。抒情女高音也是丹姆勞所擅長的，例如法國馬斯奈《瑪儂》的主角、理查·史特勞斯《玫瑰騎士》的蘇菲（德語：Sophie）、莫札特《唐·喬望尼》的安娜（德語：Donna Anna）、舞台劇導演 Moshe Leiser 和 Patrice Caurier執導《漢澤爾與格蕾太爾》，又名《糖果屋》的格蕾太爾（義語：Gretel）、莫札特《費加洛的婚禮》的蘇珊娜（義語：Susanna）等。

### 2012 - 2016 年
丹姆勞以美聲唱法詮釋的精彩曲目還不只是這樣，像是在大都會歌劇院演出重製版義大利羅西尼《奧利伯爵》喜歌劇、利塞奧大劇院演出董尼才第的《村女琳達》的主角。她重返大都會歌劇院時帶來兩部作品，其一為董尼才第《愛情靈藥》的阿蒂娜（義語：Adina），其二為羅西尼《塞維亞的理髮師》羅西娜（義語：Rosina），並在柏林和維也納演出董尼才第的《拉美莫爾的露琪亞》。2012 年，丹姆勞生完第二胎後就重返舞台，參與大都會歌劇院 2013 年初全新推出的威爾第《弄臣》，在這場演出之前，她所扮演的威爾第《茶花女》主角第一次在同一舞台亮相。同年十月，丹姆勞為伊恩·貝爾創作的《妓女生涯》歌劇在維也納河畔劇院首映獻聲演出，2014 年，她在大都會歌劇院演唱貝里尼的《夢遊女》，2016 年，她詮釋的伯爵夫人首次在斯卡拉大劇院首映的《費加洛的婚禮》粉墨登場，第三幕的《美好時光今何在》（義語：Dove sono）詠嘆調中，她的連音（英語：legato）、樂句（英語：phrasing）以及詮釋（英語：interpretation）獲得滿堂喝采。

### 2018 年至今
2018 年，丹姆勞領銜演出瑞士蘇黎世歌劇院推出的董尼才第《瑪莉亞．司徒阿達》，2019 年，她分別在西班牙利塞奧大劇院和德國柏林德意志歌劇院音樂會上，首次演出法國作曲家托瑪《哈姆雷特》的奧菲利亞一角。

### 藝術歌曲界的表現
在獻聲歌劇的同時，丹姆勞也是音樂廳舞台的常駐歌唱家。2006 年，她攜手西班牙歌唱家普拉西多·多明哥在慕尼黑為 2006年國際足總世界盃獻唱開幕曲，她所獻聲的藝術歌曲曾登上維也納音樂協會大樓、紐約卡內基大廳、倫敦威格摩爾音樂廳、義大利斯卡拉大劇院、奧地利施瓦爾岑貝格舒伯特音樂節、德國基辛根夏季音樂節以及在慕尼黑音樂節和薩爾茲堡音樂節兩大音樂節，德國豎琴家薩米耶‧狄‧梅斯特還曾特別為她擔綱伴奏。丹姆勞的音樂廳曲目有莫札特的《C小調彌撒》、《d小調安魂曲》和《歡欣、雀躍經文歌》，和韓德爾的《彌賽亞》一樣經典。她曾和許多指揮家合作，如美國的李汶、印度籍帕西裔梅塔、美國馬捷爾、英國的科林·戴維斯爵士、德籍匈牙利裔克里斯多夫．馮．杜南伊、美國雷歐納‧史拉特金、法國皮耶·布萊茲、奧地利哈農庫特以及西班牙羅培茲．柯博斯等等。

## 私生活
2010 年，丹姆勞與法國男中音尼可拉·泰斯特結婚，兩人育有二子。

## 重點演出
粗體表示全新製作

斯卡拉大劇院：
- 《歐羅巴的現身》 (Europa riconosciuta)，扮演歐羅巴 (Europa)
- 《費加洛的婚禮》(The Marriage of Figaro)，扮演蘇珊娜 (Susanna)
- 《茶花女》 (La traviata)，扮演薇奧莉塔 (Violetta)
- 《拉美莫爾的露琪亞》( Lucia di Lammermoor)，扮演露琪亞 (Lucia)

大都會歌劇院：
- 《夢遊女》(La sonnambula)，扮演阿蜜娜 (Amina)
- 《茶花女》(La traviata)，扮演薇奧莉塔 (Violetta)
- 《魔笛》(The Magic Flute)，扮演夜后 (Queen of the Night) 及帕蜜娜公主 (Pamina)
- 《納克索島的阿麗亞德妮》(Ariadne auf Naxos)，扮演薩賓娜塔 (Zerbinetta)
- 《塞維亞的理髮師》 (Il barbiere di Siviglia)，扮演羅西娜 (Rosina)
- 《埃及的海倫》 (Die ägyptische Helena)，扮演愛莎拉 (Aithra)
- 《後宮誘逃》(Die Entführung aus dem Serail)，扮演康斯坦采 (Konstanze)
- 《拉美莫爾的露琪亞》( Lucia di Lammermoor)，扮演露琪亞 (Lucia)
- 《弄臣》(Rigoletto)，扮演吉爾達 (Gilda)
- 《聯隊之花》(La fille du régiment)，扮演瑪麗 (Marie)
- 《奧利伯爵》 (Le comte Ory) ，扮演阿黛兒 (Adèle)
- 《愛情靈藥》 (L'elisir d'amore)，扮演阿蒂娜 (Adina)
- 《瑪儂》 (Manon)，扮演瑪儂 (Manon)
- 《採珠者（英语：Les pêcheurs de perles）》（Les Pêcheurs de Perles》，扮演萊拉 (Leila)

皇家歌劇院：
- 《魔笛》 (The Magic Flute)，扮演夜后 (Queen of the Night)
- 《阿拉貝拉》 (Arabella)，扮演法昂克米利 (Fiakermilli)
- 《納克索島的阿麗亞德妮》(Ariadne auf Naxos)，扮演薩賓娜塔 (Zerbinetta)
- 《1984》 ，扮演健身房教練 (Gym Instructor) 和酒醉女子 (Drunken Woman)
- 《漢澤爾與格蕾太爾》 (Hänsel und Gretel)，扮演格蕾太爾 (Gretel)
- 《愛情靈藥》 (L'elisir d'amore)，扮演阿蒂娜 (Adina)
- 《茶花女》 (La traviata)，扮演薇奧莉塔 (Violetta)

維也納國立歌劇院：
- 《蝙蝠》(Die Fledermaus)，扮演阿黛拉 (Adele)
- 《弄臣》(Rigoletto)，扮演吉爾達 (Gilda)
- 《納克索島的阿麗亞德妮》(Ariadne auf Naxos)，扮演薩賓娜塔 (Zerbinetta)
- 契爾哈（英语：Friedrich Cerha）的《來自石田的巨人》 (Der Riese vom Steinfeld)，扮演小女人 (Small Woman)
- 《費加洛的婚禮》(The Marriage of Figaro)，扮演蘇珊娜 (Susanna)
- 《後宮誘逃》 (Die Entführung aus dem Serail)，扮演康斯坦采 (Konstanze)
- 《魔笛》(The Magic Flute)，扮演夜后 (Queen of the Night)
- 《塞維亞的理髮師》(Il barbiere di Siviglia)，扮演羅西娜 (Rosina)
- 《瑪儂》 (Manon)，扮演瑪儂 (Manon)
- 《拉美莫爾的露琪亞》( Lucia di Lammermoor)，扮演露琪亞 (Lucia)

薩爾茲堡音樂節：
- 《後宮誘逃》 (Die Entführung aus dem Serail)，扮演康斯坦采 (Konstanze) 和 布隆黛 (Blondchen)
- 《阿爾巴的阿斯卡尼歐》 (Ascanio in Alba)，扮演法翁 (Fauno)
- 《魔笛》 (The Magic Flute)，扮演夜后 (Queen of the Night)
- 《費加洛的婚禮》 (The Marriage of Figaro)，扮演蘇珊娜 (Susanna)

慕尼黑的巴伐利亞國立歌劇院：
- 《霍夫曼的故事》 (Les contes d'Hoffmann)，扮演奧林匹亞 (Olympia)、安東妮亞 (Antonia)、茱莉葉塔 (Giulietta)、史戴拉 (Stella)
- 《沈默的女人》 (Die schweigsame Frau)，扮演阿敏塔 (Aminta)
- 《魔笛》(The Magic Flute)，扮演夜后 (Queen of the Night)
- 《後宮誘逃》 (Die Entführung aus dem Serail)，扮演康斯坦采 (Konstanze)
- 《阿拉貝拉》(Arabella)，扮演茲登卡 (Zdenka)
- 《納克索島的阿麗亞德妮》 (Ariadne auf Naxos)，扮演薩賓娜塔 (Zerbinetta)
- 《弄臣》(Rigoletto)，扮演吉爾達 (Gilda)
- 《費加洛的婚禮》(The Marriage of Figaro)，扮演蘇珊娜 (Susanna)
- 《玫瑰騎士》的蘇菲 (Sophie)
- 《費黛里奧》(Fidelio)，扮演瑪彩琳娜 (Marzelline)
- 《魔彈射手》(Der Freischütz)，扮演安琴 (Annchen)
- 《蝙蝠》(Die Fledermaus)，扮演阿黛拉 (Adele)
- 《拉美莫爾的露琪亞》 ( Lucia di Lammermoor)，扮演露琪亞 (Lucia)

## 榮譽與獲獎紀錄
1999 年：
- 奧地利薩爾茲堡國際莫札特大賽（英語：International Mozart Competition, Salzburg）第七屆亞軍
- 德國《歌劇世界（英语：Opernwelt）》雜誌樂評家調查中，獲選為「年度青年歌手」

2004 年：
- 獲選德國慕尼黑晚報的「年度之星」

2005 年：
- 獲選德國Tz報的「年度玫瑰」

2006 年：
- 獲提名為德國巴伐利亞廣播公司的「年度巴伐利亞人」

2007 年：
- 獲提名為德國巴伐利亞宮廷歌手（英语：Kammersänger）
- 登上美國《歌劇新聞（英语：Opera News）》雜誌 3 月號封面，以及英國《歌劇》雜誌 5 月號封面

2008 年：
- 德國《歌劇世界（英语：Opernwelt）》雜誌提名為「2008 年度歌手」，登上 2008 年年誌封面
- 《華麗花腔》專輯 (德語：Arie di Bravura)拿下德國唱片評論獎（英语：Preis der deutschen Schallplattenkritik）肯定

2010 年：
- 核頒德國巴伐利亞邦藝術貢獻的最高榮譽巴伐利亚科学与艺术勋章[21]，2011 年 11 月獲頒[22]
- 獲得符茲堡文化獎（英语：Würzburg Cultural Prize）（德語：Kulturpreis der Stadt Würzburg）[23]

2011 年：
- 《詩情弦歌》專輯（德語：Poesie）拿下古典回聲音樂大獎
- 擔綱金茨堡郡音樂大使（德語：Musikalische Botschafterin des Landkreises Günzburg）[24]

2014 年：
- 獲提名為國際歌劇獎（英语：International Opera Awards）的「2014 年年度女歌手」[25]
- 《丹姆勞演唱百老匯與好萊塢電影經典名曲》專輯（英語：Forever）拿下古典回聲音樂大獎的古典音樂無國界獎（德語：Klassik ohne Grenzen）[26]

2016 年：
- 核頒巴伐利亞榮譽勳章（英语：Bavarian Order of Merit）[27]，2017 年 7 月獲頒[28]

2018 年：
- 《麥耶白爾大歌劇選粹》專輯（英語：Meyerbeer）拿下奧普斯古典音樂大獎（英語：Opus Klassik Awards）的「年度女歌手」獎[29]

2020 年：
- 由於 1997 年法國蔚藍海岸天文台和德國航空太空中心合作的OCA–DLR小行星巡天（英语：OCA–DLR Asteroid Survey）計畫團隊發現小行星 33034 ，並以丹姆勞的名字命名[30]
- 美國小行星中心在 1 月 9 號發行的《小行星通告》期刊 120069 將其收錄為正式名稱[31]。

## 外部連結
- 官方网站
- 黛安娜·达姆劳在互联网电影资料库（IMDb）上的資料（英文）
- 巴伐利亞國立歌劇院網站上的Diana Damrau （页面存档备份，存于）
- 華納古典唱片（英语：Warner Classics）網站上的Diana Damrau （页面存档备份，存于）
- Operabase（英语：Operabase）上的Diana Damrau: schedule